# Hans-Joachim Bock
Hans-Joachim Bock (* 29. März 1913 in Bromberg; † 18. Mai 1974 in Berlin) war ein deutscher Hispanist und Bibliothekar. Er war von 1957 bis 1974 Direktor des Ibero-Amerikanischen Instituts in West-Berlin.

## Leben
Bock studierte Germanistik, deutsche Literaturgeschichte, lateinische und spanische Philologie sowie Kunstgeschichte in Freiburg, Leipzig, Madrid und Bonn, wo Ernst Robert Curtius ein prägender akademischer Lehrer war. Mit einer Arbeit über Wilhelm Raabes Roman Alte Nester wurde er 1936 an der Universität Bonn zum Dr. phil. promoviert, 1937 legte er das Staatsexamen für das höhere Lehramt ab. Anschließend begann er als Volontär in der Stadtbibliothek Leipzig und legte 1940 die Prüfung für öffentliche Bibliotheken (damals „volkstümliche Büchereien“ genannt) ab. 1945 wurde er wissenschaftlicher Angestellter und Volontär bei der Deutschen Bücherei in Leipzig und legte 1948 seine Fachprüfung ab. 1949 ging er als Bibliotheksrat an die Universitätsbibliothek Berlin. 
1951 schließlich wurde er stellvertretender Direktor der Lateinamerikabibliothek in West-Berlin, dem späteren Ibero-Amerikanischen Institut der Stiftung Preußischer Kulturbesitz. Von 1957 bis zu seinem Tod 1974 war er Direktor dieser Einrichtung. Unter Bocks Leitung verdoppelte sich der Buchbestand der Bibliothek des Ibero-Amerikanischen Instituts von 250.000 auf 460.000 Bände. Die Auslandskontakte der Bibliothek wurden intensiviert und die bibliothekarischen Werkzeuge ausgebaut, wodurch sich die Bibliothek als überregionale Anlaufstelle für Lateinamerika-Studien etablierte.

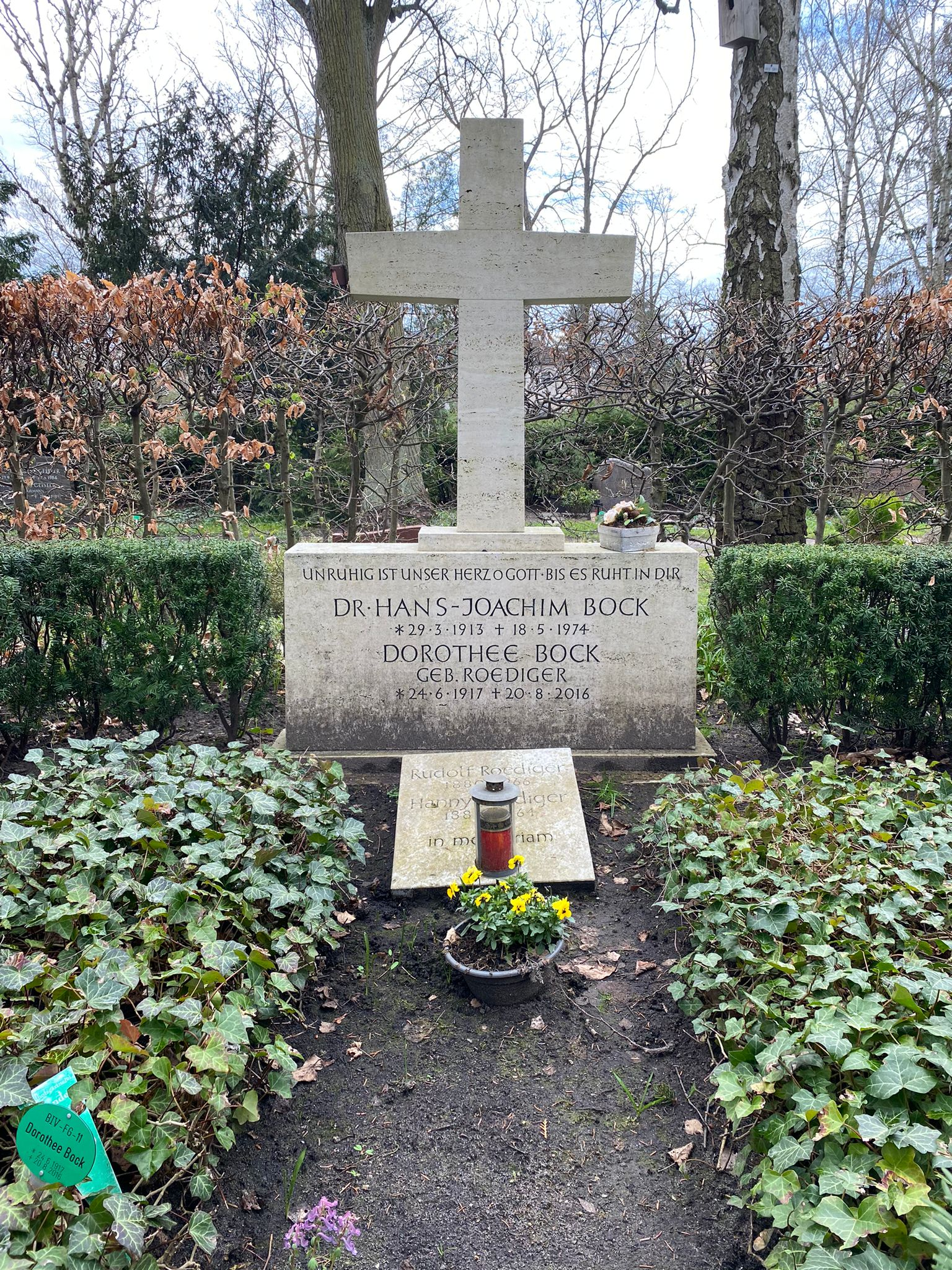
Grabstätte auf dem Friedhof Lankwitz

Hans-Joachim Bock verstarb im Alter von 61 Jahren und wurde auf dem Friedhof Lankwitz (Grablage BIV-FG-11) beigesetzt.

## Veröffentlichungen
- Grundzüge von Wilhelm Raabes Weltanschauung und Kunst aufgewiesen an den "Alten Nestern". Triltsch, Würzburg 1937 (Deutsche Studien zur Geistesgeschichte; 3).
- Neue Regeln für die spanische Prosodie und Orthographie. In: Die neueren Sprachen, Neue Folge (1954), Heft 1, S. 34–40.
- Früher Buchdruck und Buchhandel in Spanien: zum Erscheinen einer Dokumentensammlung aus Barcelona. In: Börsenblatt für den deutschen Buchhandel; Frankfurter Ausgabe, Jg. 12 (1956), Nr. 88, S. 1530–1532.
- Das Ibero-Amerikanische Institut. In: Jahrbuch der Stiftung Preußischer Kulturbesitz (1962), S. 324–346.
- Das Ibero-Amerikanische Institut Berlin: seine Entstehung und Entwicklung. Völkerkundliche Arbeitsgemeinschaft, Nortorf 1964 (Abhandlungen der Völkerkundlichen Arbeitsgemeinschaft; 3).
- Ziele und Wege von kulturellen Kontakten mit Lateinamerika. In: Jahrbuch Preußischer Kulturbesitz, Bd. 6 (1968), S. 183–193.